# Арбос-и-Треманти, Фернандо
Фернандо Арбос-и-Треманти (исп. Fernando Arbós y Tremanti; 22 октября 1844, Рим — 18 декабря 1916, Мадрид) — испанский архитектор, более всего известный как автор церкви Церкви святых Мануэля и Бенедикта в Мадриде.

## Биография
Родился в семье художника Мануэля Арбоса и его жены, итальянки Гертруды Треманти. С 1862 по 1865 год он изучал изящные искусства в Париже, затем учился архитектуре в Мадриде, получив диплом в 1869 году. В следующем году вместе с Хосе Марией Агилар-и-Велой он выиграл конкурс на публичный проект, финансировавшийся банком Caja Madrid, и на протяжении долгого времени продолжал работать на этого заказчика, спроектировав несколько зданий банка в Мадриде, из которых наиболее известен так называемый Освещённый дом, ныне культурный центр. На рубеже 1870—1880-х гг. проектировал мадридский Восточный некрополь — ныне известный как кладбище Альмудена. С 1884 года главный архитектор министерства юстиции, работал над проектами пенитенциарных заведений.
В 1890 году выиграл конкурс на строительство новой церкви Святых Мануэля и Бенедикта на месте снесённой в ходе реновационных работ застройки. Проект не был реализован полностью, незавершённый храм сильно пострадал во время гражданской войны в Испании. В конце концов его снесли и отстроили заново. Далее Арбос построил в Мадриде множество жилых домов, в 1914 году занимался расширением Музея Прадо.
Действительный член Королевской академии изящных искусств Сан-Фернандо (1898).

## Избранные проекты
- Ювелирный дом
- Иглесия-де-Сан-Мануэль-и-Сан-Бенито
- Кладбище Альмудена (вход)
- Горящий дом